# Lae
Lae is de tweede stad van Papoea-Nieuw-Guinea, na de hoofdstad Port Moresby. Het is de hoofdstad van de provincie Morobe, aan de noordoostkust van het hoofdeiland Nieuw-Guinea, tussen Madang en Alotau. Lae telde in 2000 bij de volkstelling 78.038 inwoners.
De provincie Morobe en de stad Lae zijn het beginpunt van een wegennet dat zich uitstrekt tot de monding van de Sepik-rivier en Tari in de westelijke hooglanden. Morobe ligt ingeklemd tussen twee dichtbegroeide bergketens met daartussen een grote vlakke vallei. In de bergen, 100 km ten zuiden van Lae, liggen de plaatsen Wau en Bilolo, centrum van de goudkoorts in de jaren 1920 en 1930. De bergen zijn hier zeer weinig toegankelijk door de dichte junglebegroeiing. Bij Aseki bevinden zich graftombes van de Anga's. Deze stam mummificeerde de lichamen van hun doden door ze te roken.

## Geboren
- Paul Grabowsky (1958), Australisch jazzpianist en -componist
- Justin Wellington (1979), Australisch zanger

## Stedenband
- Cairns (Australië), sinds 1984